# 李洙勲
李 洙勲（イ・スフン、朝鮮語: 이수훈、1954年12月13日 - ）は、大韓民国の学者。現在は慶南大学校極東問題研究所の招聘碩座教授。これまでに2017年10月31日より2019年4月まで駐日大韓民国大使、河南大学校の同大学の社会学科教授などを歴任した。

## 来歴
1954年12月13日、慶尚南道昌原郡（現在の昌原市）出身。本貫は仁川李氏。1977年に釜山大学校英文学科を卒業、1979年に同大学院の英文学修士課程を修了。1986年にはジョンズ・ホプキンス大学大学院社会学博士課程を終えた。
1987年に慶南大学校の極東問題研究所企画室長に就任したのを皮切りに同大学にてキャリアを積み、社会学科教授まで務めた。1998年より2000年まで韓国における比較社会学会会長、2002年より2006年まで国際社会学会(ISA)の東アジア理事。
2005年に盧武鉉政権下にて大統領諮問機関「東北アジア時代委員会」の委員長に就任、「韓国が主導して北東アジア共同体を形成することが、北朝鮮を含む朝鮮半島の未来生存戦略である」という「北東アジア共同体構想」を提唱した。また盧武鉉が韓国大統領として臨んだ2007年10月の南北首脳会談では特別随行員として北朝鮮を訪問した。
2009年には慶南大学校の極東問題研究所所長に就任。2015年に日本の慶應義塾大学に招聘教授として在籍。
2012年、文在寅陣営で南北経済連合委員として参加。以来、文在寅の政策ブレーンとして活動し、文の大統領当選時には政権引き継ぎを行った国政企画諮問委員会において外交・安全保障分野の委員長を務めている。

### 駐日大使としての活動
2017年8月30日に文在寅政権下で駐日大韓民国大使に内定した。10月25日、文在寅大統領より信任状を授与される。10月31日、着任。12月21日、皇居で信任状を捧呈。
駐日大使在任中の2018年10月以降、韓国政府による和解・癒やし財団の解散決定に伴う慰安婦問題日韓合意の事実上の死文化、徴用工訴訟問題の再燃など日韓関係が冷え込む事案が次々に発生し、そのたびに日本政府より呼び出され抗議を受けることとなった。同年12月にはソウルでの記者懇談会において、両国関係に困難が多いと認めるに至った。
日本側の政治家との接触や政策に係る根回しは、文在寅政権の意向を反映して極めて消極的であり、慰安婦財団をめぐり外務次官級会談が東京で開催された際にも地方出張を理由に出席しなかったこともある。しかしその後、徴用工訴訟問題、韓国海軍レーダー照射問題により日韓関係が一気に悪化すると、2018年12月には谷内正太郎国家安全保障局長と2019年1月には菅義偉官房長官と非公式の会談を設けるなどの動きを見せた。2019年4月に駐日大使を離任。

### 駐日大使退任後
駐日大使を退任後は慶南大学校の極東問題研究所に戻り、招聘碩座教授（寄附金により研究活動を行うよう大学が指定した教授）となった。2020年6月には、5カ月後のアメリカ合衆国大統領選挙の結果のいかんを問わず、在韓米軍は削減されることになると予言し、今から準備を進めておくべきと警告するなど発信を続けている。

## 発言
李洙勲の駐日大韓民国大使内定発表後の2017年9月5日、韓国の国会で開催された外交統一委員会緊急懸案報告において韓国野党正しい政党の国会議員である鄭亮碩が李洙勲の過去の慰安婦問題日韓合意や日韓秘密軍事情報保護協定などに関する発言を問題視した。鄭は「李洙勲を日本に派遣するのは(日本と)外交するつもりなのか、それとも(日本と)戦うつもりなのか。このようなメッセージを送りながら日本といかなる安保協力を築いていこうというのか」と批判した。 

### 慰安婦問題日韓合意
2016年1月21日、ネットメディア「プレシアン」とのインタビューで、慰安婦問題日韓合意に関し、「米国がホワイトハウスと国務省を中心に非常に執拗に動いた。日米韓3カ国の安保協力を強化し、これを通じて中国牽制戦線を構築するためだった」「今回の慰安婦合意の最終勝者は米国」と発言していた。

### 日韓秘密軍事情報保護協定
2016年11月に外交・統一・安保専門家42人が「日韓秘密軍事情報保護協定(GSOMIA)締結手続きを中断して朴槿恵大統領はすべての外治から身を引け」という題名の時局声明を発表したが李洙勲はこの声明に署名していた。この事について韓国の外交関係者からは、北朝鮮の持続的な挑発で日本との安保協力が重要な状況で、李の過去発言が日本政府との関係設定に影響を与えるのではないかという懸念の声が上がっていると中央日報は報じた。 

### 北朝鮮の核実験について
2016年1月6日に行われた北朝鮮の４回目の核実験直後のインタビューにおいて李洙勲は「米国の『戦略的忍耐』のような対応では核問題の解決は難しい。ところが日米韓は依然として制裁を強く加えれば良いと考えているようだ」「このような状態で進めば結局最終的には北朝鮮が事実上の核保有国になる」と発言した。